# Tatianosz
Tatianosz (szírülː ܛܛܝܢܘܣ, ógörögül: Τατιανός, latinul: Tatianus), (120 körül – 172) az ókeresztény bibliatudós, az úgynevezett apologeták egyike.
Tatianosz Szíriából származott, és szónokként élt Róma városában. Szent Jusztinusz, a későbbi vértanú térítette keresztény hitre 150 körül.
Tatianosz megtérése után írta a görögökhöz intézett szónoklatát, egy fontos hitvédelmi művét, illetve Diatesszaron címen a legkorábbi ismert evangéliumi harmóniát (a négy evangélium kanonikus összefoglalása egy ötödikbe). Jóllehet az egyházzal a nem szakította meg a közösséget, mindazonáltal hajlott a gnosztikus tanok felé, és szigorú aszkézisben élt.